# 마이크 파월
마이클 앤서니 "마이크" 파월(영어: Michael Anthony "Mike" Powell, 1963년 11월 10일 ~ )은 미국의 은퇴한 육상 선수이며, 멀리뛰기 종목의 세계 기록 보유자이다. 펜실베이니아주 필라델피아에서 태어난 파월은 캘리포니아주 웨스트코비나에 있는 에지우드 고등학교에서 수학하였고, 캘리포니아 대학교 어바인에 입학하였으나 후에 캘리포니아 대학교 로스앤젤레스로 전학을 갔고, 알파 피 알파(Alpha Phi Alpah) 친목회의 회원을 지냈다.
1991년 일본의 도쿄에서 열린 1991년 세계 육상 선수권 대회에서 8.95m를 기록하여 밥 비먼이 보유한 세계 기록을 깨고 우승하였다. 이 기록은 지금도 유지되고 있다. 이 업적으로 제임스 E. 설리번 상과 BBC 방송국에서 "올해의 해외 스포츠인상"을 수상하였다.
파월은 1988년과 1992년 하계 올림픽에서 은메달을 획득하였다. 1991년의 뒤를 이어 1993년 세계 육상 선수권 대회에서도 다시 우승하였고, 1995년 세계 육상 선수권 대회에서는 동메달을 획득하였다.
1996년 하계 올림픽 이후 현역에서 은퇴하였으나 2004년 하계 올림픽에 출전할 목적으로 2001년에 복귀하였으나 국가대표팀에 선발되지 못했다.
현재 야후! 스포츠의 올림픽 육상 보도 분석자로 활동하고 있다.